# Chamaesyce hirta
Espèce
Classification phylogénétique
Chamaesyce hirta est une plante de la famille des Euphorbiaceae et du genre Chamaesyce. Traditionnellement utilisée comme anti-asthmatique, propriété liée à une activité antipasmodique au niveau des bronches et à une activité anti-inflammatoire.

## Synonyme
- Euphorbia hirta L. (Nom à nouveau accepté par plusieurs auteurs, il pourrait être à nouveau le nom valide, à l'avenir.) Dit " Jean Robert " à  l'île de la Réunion

## Noms vernaculaires
- Cuba : tapón[1]
- Martinique et Haïti : malomé, malomin, malnommée[1]
- Dans certains tribus d'Afrique: lait de la tourterelle(walle bisum pour les Moosé, tubani sunjii en bambara, ga singare-binni en bissa, tugani youmi pour les bawa)[2] Au Burundi :Akaziraruguma, au swahili: Mziwaziwa, Kinywele, Kitadali, Kitapiaroho, Kiziwa, Mwache, wiza,
- En anglais :Snakeweed, Pill-bearing spurge, Asthma herb
- en français :Jean Robert, Mainommée , Euphorbe hérissée, Euphorbe pilulifère ou Euphorbe capitée.
- En portugais :Erva de Santa Luzia, Luzia, Burra leiteira, Erva andorinha
- En hindi: Dudhi
- en sanskrit: Amampatchairaisi, Barokheruie, Dugadhika[3]
- A Madagascar :kinonono
- autres noms créoles : zèb malonmé, herbe malnommée[1]

Ce terme  "Malnommée" s'explique par décence vis-à-vis des colons. La traduction du terme amérindien serait "herbe poil de con" en raison de la forme et de la disposition des inflorescence qui évoquent un sexe féminin.

## Description
Petite herbe à tiges dressées, annuelle, tomenteuse et avec d’abondants poils jaunâtres de 30 à 40 cm.
Les feuilles sont opposées à courts pétioles, les limbes ovales à lancéolées, souvent rhombiques de 1-3 cm de long, à base arrondie, à apex aigu et bords dentelées. Les feuilles présentent souvent des taches rouges ou pourpres. Les inflorescences terminales et axillaires sont pédonculées, avec de petites glandes pourpres de 1 à 1,2 mm de long, pubescentes-strigueuses. La floraison dure toute l'année.Les fruits sont des capsules à trois loges contenant chacune des graines, la tige est grêle, rougeâtre .Les graines sont polygonale et tuberculeuse, de couleur marron clair, rosé à rouge de 0,8 à 1 mm de long, d'environ 3000 graines par plante.

## Habitat
Elle est présente dans les jardins, les pelouses, les bords des routes

## Composition
La plante comprend de très nombreuses substances actives 

## Utilisation
La plante est utilisée pour soigner les troubles et parasites intestinaux : Les parties aériennes sont utilisées en décoction ou en infusion pour les diarrhées, les ulcères peptiques, les remontées gastriques, les vomissements et la dysenterie amibienne. les affections respiratoires, l'insuffisance de lactation, la fièvre, la rétention d'urine. Elle s'utilise en bain de bouche pour les gingivites.A Madagascar, les feuilles sont utilisées comme tisane pour les problemes d'urologie et des règles douloureuse chez la femme.
Le latex est appliqué sur les verrues. C'est pourquoi en Nouvelle-Calédonie, on lui donne le nom de « herbe à verrues ».[réf. nécessaire]
On lui attribue aussi des capacités contre les morsures de serpents et de scorpions.